# Parafia św. Wojciecha w Działdowie
Parafia św. Wojciecha w Działdowie – parafia rzymskokatolicka w diecezji toruńskiej, w dekanacie działdowskim, z siedzibą w Działdowie. Jest najstarszą parafią w mieście.
Przy parafii swoją działalność prowadzą: Żywy Różaniec, schola dziecięca, Akcja Katolicka, Ruch Rodzin Nazaretańskich, Krąg Biblijny.

## Historia
20 stycznia 1860 biskup chełmiński Jan Nepomucen Marwicz na utworzenie parafii. Była to pierwsza parafia rzymskokatolicka w Działdowie.

## Kościół parafialny
Kościół parafialny został wybudowany w stylu neogotyckim, ukończony w 1896, poświęcony 9 czerwca 1900.

## Miejscowości należące do parafii
- Kolgartowo, Komorniki, Kisiny,
- część Działdowa – ulice: Asnyka, Buczka, Grunwaldzka (33-56), Konopnickiej, Kopernika, Karłowicza, Lenartowicza, Nidzicka, Norwida, Okólna, Okrężna, Orzeszkowej, Parkowa, Robotnicza, Słoneczna, Sportowa, 19 Stycznia, Strzelczyka, Warmińska, Wąska, Wolności (30 >), Kardynała Stefana Wyszyńskiego, Zacisze